# 알리레자 모마디
알리레자 아지즈쿤 모마디 피아니(페르시아어: علیرضا عزیز خون مهمدی پیانی,‎ 2002년 1월 1일~)는 이란의 레슬링 선수이다. 2024년 하계 올림픽 남자 그레코로만형 미들급에서 은메달을 획득했으며 세계 선수권 대회에서 은메달 1개를 획득했다.